# Ignacy Rowicki
Ignacy Aleksander Rowicki (ur. 31 maja 1888 w Duchnowie, zm. 15 października 1963 w Olsztynie) – polski nauczyciel, polityk i działacz społeczny, poseł na Sejm I i II kadencji w II RP z ramienia Związku Ludowo-Narodowego.

## Życiorys
Ukończył szkołę elementarną w Węgrowie. Podjął naukę w Gimnazjum im. gen. Pawła Chrzanowskiego w Warszawie, z którego został wyrzucony za udział w strajku szkolnym w 1905. W latach 1905-1909 kontynuował naukę w Gimnazjum im. Jana Kreczmara. W 1914 zdał egzamin zawodowy i uzyskał absolutorium na Wydziale Budowy Maszyn Politechniki Lwowskiej. W trakcie studiów był członkiem Związku Strzeleckiego.
W czasie I wojny światowej służył w II Brygadzie Legionów Polskich. Podczas wojny polsko-bolszewickiej zgłosił się na ochotnika do wojska razem ze swoimi uczniami.
Był członkiem rady miejskiej i sejmiku powiatowego w Mińsku Mazowieckim. Założył tam Męskiego Gimnazjum w Mińsku Mazowieckim, którego był dyrektorem. Był przewodniczącym lokalnego oddziału Polskiej Macierzy Szkolnej i stał na czele powiatowej organizacji Związku Ludowo-Narodowego. W wyborach w 1922 uzyskał mandat poselski z listy nr 8 (Chrześcijański Związek Jedności Narodowej) w okręgu nr 2 (Warszawa – powiat). Zasiadł w komisji konstytucyjnej. W wyborach w 1928 kandydował bezskutecznie w tym samym okręgu z listy nr 24 (Lista Katolicko-Narodowa). W 1929 został posłem w miejsce Ludwika Wiśniewskiego, który zrzekł się mandatu. W 1929 został usunięty ze stanowiska dyrektora Gimnazjum w Mińsku Mazowieckim przez władze sanacyjne. Podjął następnie pracę jako nauczyciel matematyki i fizyki w gimnazjum salezjańskim w Aleksandrowie Kujawskim. W wyborach w 1930 został zastępcą posła startując z list Stronnictwa Narodowego.
Po wybuchu wojny został aresztowany przez Niemców w ramach akcji Intelligenzaktion. Został przetransportowany do więzienia w Świeciu nad Wisłą, z którego został zwolniony w końcu listopada 1939. Powrócił do Duchnowa, gdzie włączył się w organizację tajnych kompletów w ramach Tajnej Organizacji Nauczycielskiej. Jednocześnie musiał się ukrywać przed poszukującymi go Niemcami.
Po zakończeniu działań wojennych wyjechał do Olsztyna, gdzie był założycielem i dyrektorem Państwowego Koedukacyjnego Gimnazjum Kupieckiego i Liceum Handlowego. W tym okresie był członkiem zarządu okręgowego Związku Nauczycielstwa Polskiego w Olsztynie. Należał do PPS, a od 1948 do PZPR. Do 1949 był dyrektorem Dyrekcji Okręgowej Szkolenia Zawodowego w Olsztynie. W 1950 został usunięty z partii i ze stanowiska dyrektora szkoły. Pracował nadal jako nauczyciel. W latach 1958-1963 był kierownikiem Technikum Handlowego w Olsztynie.
Zmarł 15 października 1963. Został pochowany na cmentarzu komunalnym w Olsztynie (kwatera 6/3/5).

## Rodzina
Był synem Franciszka Rowickiego, kolonisty, i Rozalii z Żołędowskich. W 1919 ożenił się z Wandą ze Smólskich, nauczycielką.

## Ordery i odznaczenia
- Złoty Krzyż Zasługi (1956)[9]
- Srebrna Odznaka Honorowa „Zasłużony dla Warmii i Mazur”[10]